# America's Cup World Series
Le America's Cup World Series sono una serie di regate, disputate in formula di match race e/o  fleet race, nate con l'obiettivo di diffondere e far conoscere la Coppa America in giro per il mondo. Solitamente, vengono impiegate imbarcazioni più piccole e meno performanti rispetto a quelle dell'America's Cup e della Louis Vuitton Cup.
Competizioni precedenti, ma con intento simile, sono state le Louis Vuitton Pacific Series e il Louis Vuitton Trophy.

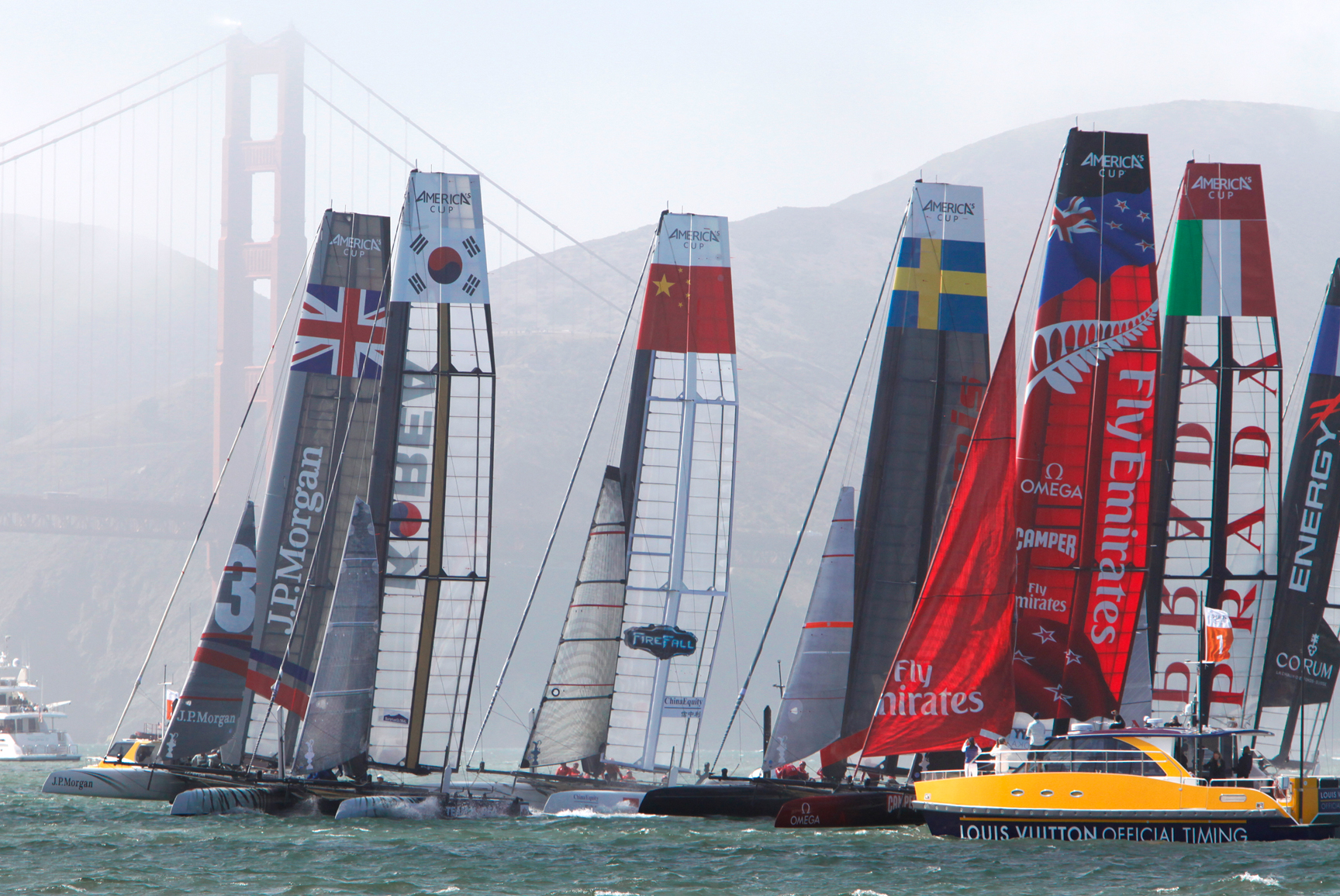
AC45 durante le America's Cup World Series 2011-2013 a San Francisco, 2012

## Edizioni
World Series 2011-2013

Le regate relative alle America's Cup World Series 2011-2013 vennero disputate in preparazione alla Louis Vuitton Cup e all'America's Cup 2013. Le imbarcazioni utilizzate furono i catamarani AC45. A vincere la classifica generale del primo biennio(2011-2012) fu il team Oracle Racing; nel 2013 ebbe la meglio Luna Rossa, in seguito alla squalifica degli americani.
World Series 2015-2016
Le regate del biennio 2015-2016 si svolsero in vista dell'America's Cup 2017. Le imbarcazioni adoperate per le competizioni furono gli AC45F, versione foiling dei precedenti AC45 capaci di raggiungere, nelle andature portanti, velocità di 37 nodi . Ad avere la meglio fu l'equipaggio britannico di Land Rover BAR.
World Series 2019-2020

Le World Series 2019-2020 si disputarono in preparazione alla Prada Cup 2021 e all'America's Cup dello stesso anno. La programmazione degli eventi venne pesantemente modificata e ridotta a causa della pandemia di COVID-19. Si gareggiò comunque nel golfo di Hauraki, in Nuova Zelanda, con gli AC75, utilizzati anche per la Prada Cup e l'America's Cup del 2021. A causa della mancanza di vento, tuttavia, non si svolsero le fasi conclusive della competizione e non venne dichiarato alcun vincitore.
World Series 2023-2024
Per le preliminary regattas degli anni 2023-2024 debuttano i monoscafi foiling AC40, versione one design e ridotta degli AC75. Le regate finora disputate si sono svolte a Vilanova i la Geltrú e Gedda. L'evento conclusivo si terrà a Barcellona, pochi giorni prima dell'inizio della Louis Vuitton Cup 2024.